# La Païva
Esther Pauline Thèrése Blanche Lachmann, conocida como Blanche de Païva o La Païva (Moscú, 7 de mayo de 1819-Swierklaniec, antigua Neudeck, 21 de enero de 1884), fue una de las cortesanas o demi-mondaines más exitosas de la Francia del siglo XIX.

## Biografía

### Infancia y juventud
Nació en la ciudad de Moscú, en 1819, donde sus padres, Martin Lachmann y Anna Amalie Klein, judíos de ascendencia polaca, se habían refugiado.

### Primer matrimonio
El 11 de agosto de 1836, con solo diecisiete años, contrajo matrimonio concertado por sus padres con un humilde sastre, Antoine Villoing, con quien tuvo un hijo, Antoine Villoing Lachmann (1837-1862). Poco tiempo después, Esther dejó a su familia y huyó a París, donde se refugió en los suburbios más sórdidos. Con el nombre postizo de Thérèse, comenzó a buscar amantes de buena posición que pudiesen hacerse cargo de ella.

### Carrera de cortesana
Pronto encontró al amante perfecto en la figura del pianista y compositor Henri Herz. Convertida ya en su protegida, vio abrirse ante ella las puertas de la sociedad artística de la época. Algunos historiadores sostienen que la pareja habría podido contraer matrimonio en Londres. De cualquier manera, dicho matrimonio no habría sido válido porque la cortesana seguía casada.
Su popularidad fue en aumento hasta el punto de que figuras de la talla de Richard Wagner, Franz Liszt, Hans von Bülow, Théophile Gautier o Emile de Girardin se reunían a menudo en su casa. Después de darle una hija natural al pianista Henriette Herz, que fue confiada a la familia de este, las finanzas de Herz se resintieron considerablemente y en 1848 tuvo que viajar a América en busca de oportunidades que mejorasen su fortuna. La familia de Herz se cansó pronto de que la cortesana siguiese gastando su dinero a manos llenas y terminaron por echarla de la casa. Alojada en el hotel Valin, una de sus amigas, Esther Guimond, le presentó a la modista Carnille, quien le aconsejó que se marchase a Londres y que probase fortuna como modista. La cortesana tomó buena nota del consejo y, ya en Londres, en el Covent Garden, atrajo la atención de Lord Stanley, que la tomó bajo su protección y le presentó a otros hombres acaudalados que la convirtieron en su amante.

### Segundo matrimonio
En 1848, de vuelta en París, viajó a Baden-Baden para tomar las aguas, costumbre muy común en aquella época, y allí conoció al marqués portugués Albino Francisco de Araújo de Paiva (1824-1872). Dado que su primer marido había fallecido ya, se vio libre para contraer matrimonio de nuevo. La ceremonia se llevó a cabo el 5 de junio de 1851 y Esther adquirió una enorme fortuna y la condición de marquesa de Paiva, apelativo por el que ha pasado a la posterioridad, aunque con la adición de una diéresis distintiva.
El día siguiente a la boda, según escribió Horace de Viel-Castel, le dijo a su marido: 

Querías dormir conmigo, y ya lo has hecho, convirtiéndome en tu esposa. Me has dado tu apellido. Me he comportado como una mujer honesta: quería una posición y ya la tengo, pero todo lo que tienes es una prostituta por esposa. No puedes llevarme a ninguna parte ni presentarme a nadie. Entonces, debemos separarnos. Tú irás de vuelta a Portugal. Yo me quedaré aquí con tu nombre y seguiré siendo una puta.

De esta forma, el marqués de Paiva volvió a Portugal, dejando a su recién esposa en París. A pesar de todo, la relación entre ambos fue siempre cordial. Tanto es así que el matrimonio no fue anulado hasta el 16 de agosto de 1871. El marqués se pegó un tiro en 1872.
Cornelia Otis Skinner escribió que uno de los amantes de La Païva fue un banquero a quien demandó veinte billetes de mil francos cada uno y que debían ser quemados, uno a uno, mientras hacían el amor. Aunque el banquero decidió sustituirlos por billetes falsos, la visión de la incineración del dinero le resultó tan desconcertante que no pudo cumplir su parte del trato. La Païva tuvo otros grandes amantes, como Antoine Alfred Agénor de Guiche, quien más tarde se convirtió en duque de Gramont, príncipe de Bidache y ministro de Asuntos Exteriores de Napoleón III.

### Tercer matrimonio
Legalizado su divorcio con el marqués de Paiva, el 28 de octubre de 1871 contrajo matrimonio por tercera vez con el conde prusiano Guido Henckel von Donnersmarck, primo del canciller Otto von Bismarck. Este le regaló el Château de Pontchartrain, en Seine-et-Oise, y los famosos diamantes amarillos Donnersmarck. Con el dinero de su marido, decidió levantar en el número 25 de la avenida de los Campos Elíseos el hotel más elegante de París, diseñado por Pierre Mauguin: el Hotel de la Païva. Su construcción costó la cifra de dos millones de francos de oro.
Viel-Castel dice que La Païva vestía regularmente diamantes, perlas y otras gemas por valor de unos dos millones de francos. Además, su hotel se convirtió en un ejemplo del gusto de la época y un símbolo del Segundo Imperio Francés.

### Fallecimiento y entierro
En 1877, según se cree, las autoridades francesas les exigieron abandonar el país bajo la sospecha de espionaje. Aunque nunca se ha demostrado, lo cierto es que la pareja se fue a vivir al Castillo de Neudeck, en la Alta Silesia, donde unos años después, en 1884, moriría La Païva, con 64 años.

## Galería de imágenes

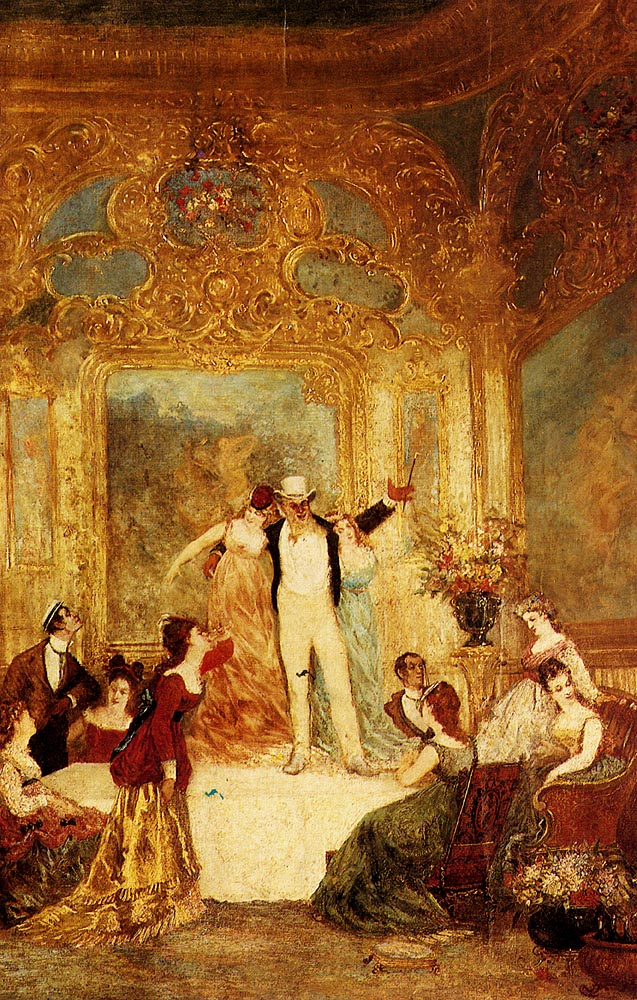
Una soireé chez La Païva, por Monticelli.
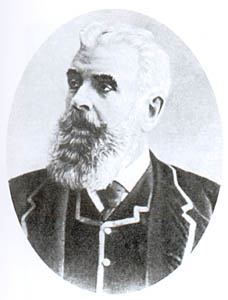
Guido Henckel von Donnersmarck.
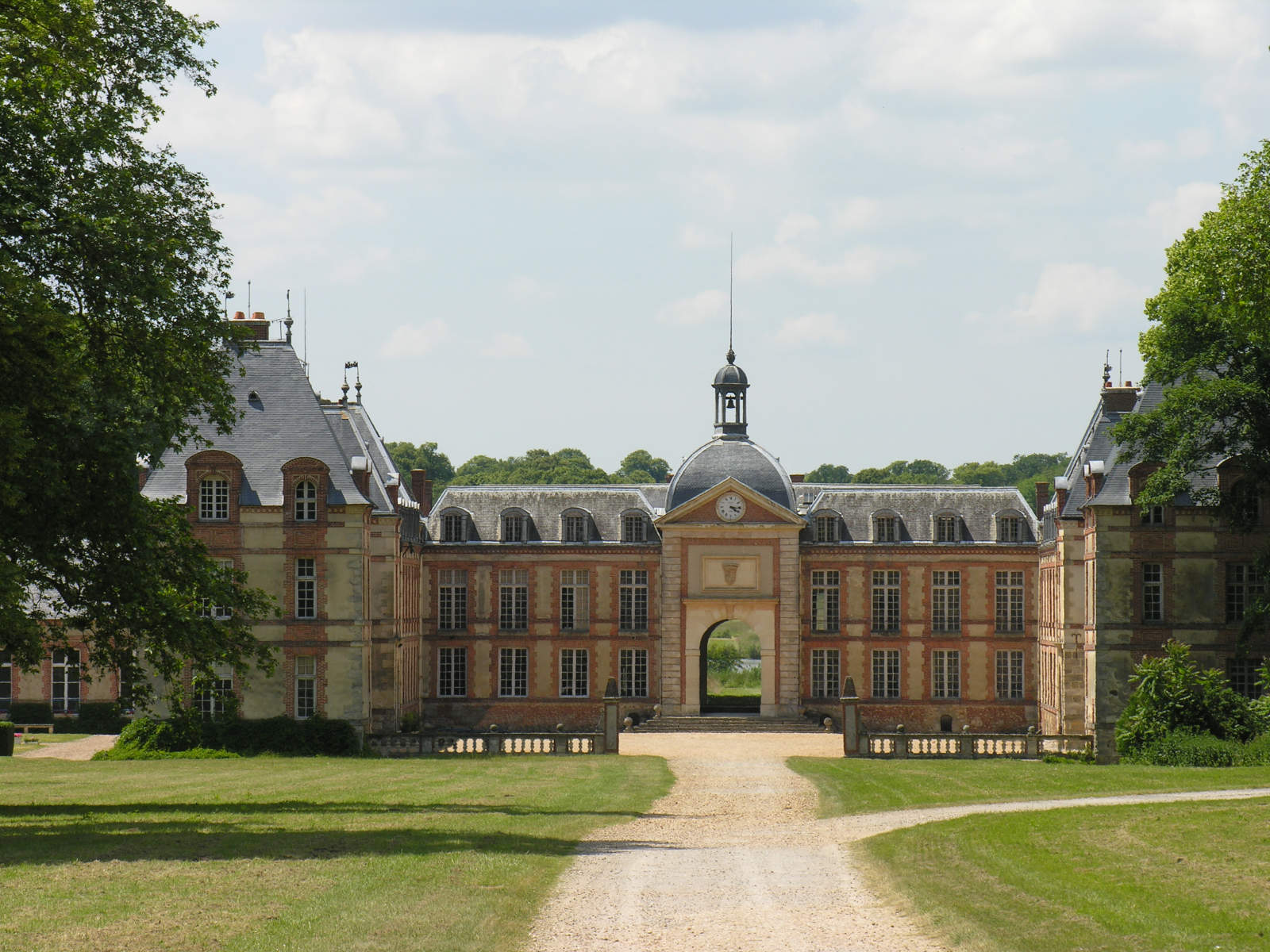
Castillo de Pontchartrain.
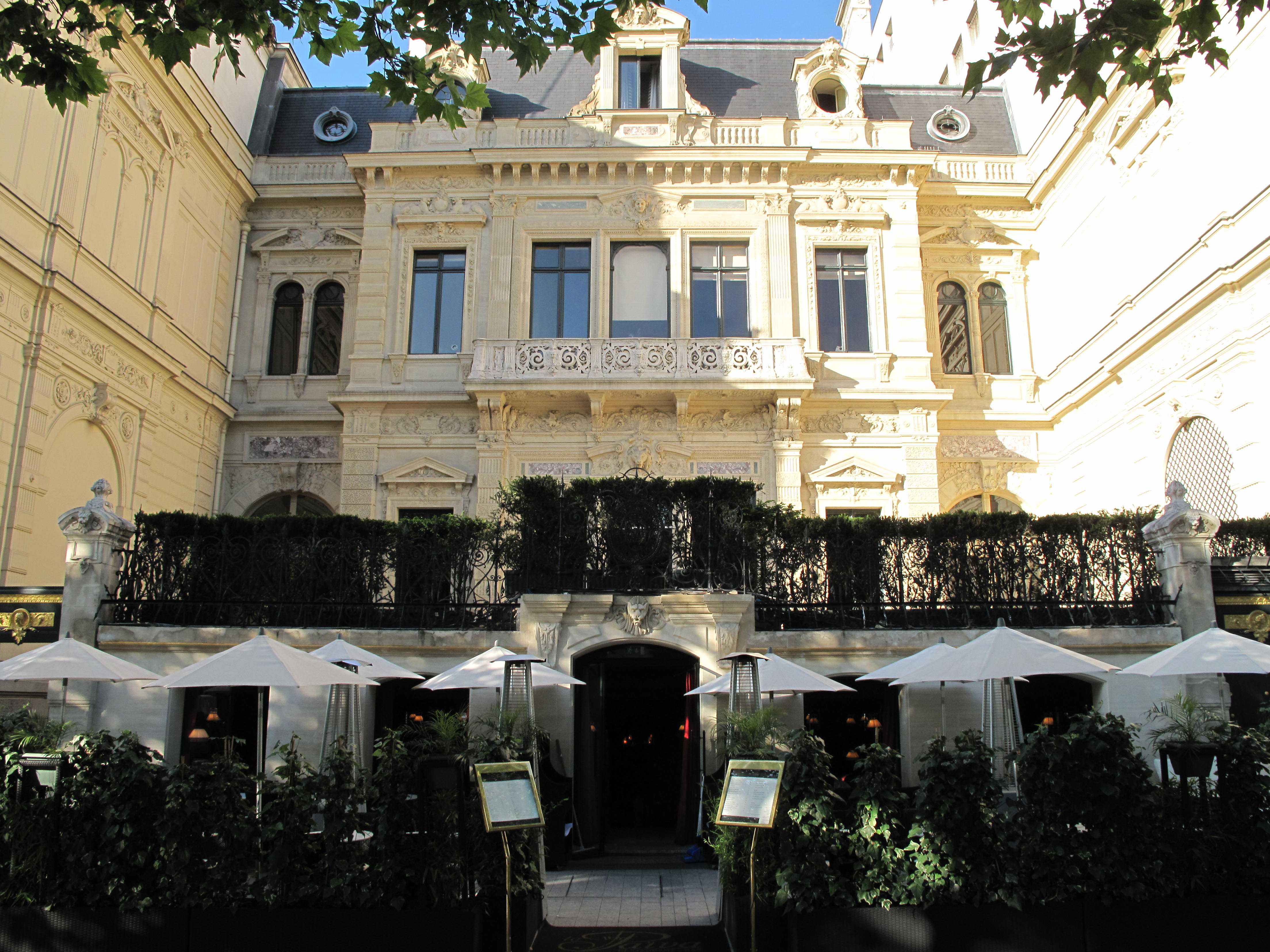
Hotel de la Païva.
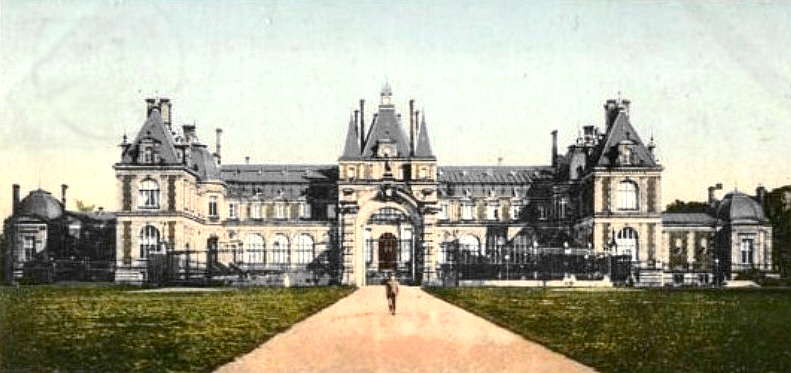
Castillo de Neudeck.